# NGC 7292
NGC 7292 (другие обозначения — PGC 68941, UGC 12048, IRAS22261+3002, MCG 5-53-3, KARA 967, ZWG 495.3, KAZ 290) — галактика в созвездии Пегас.
Этот объект входит в число перечисленных в оригинальной редакции «Нового общего каталога».
В галактике вспыхнула сверхновая SN 1964H типа II, её пиковая видимая звездная величина составила 14,8.